# Сайто Моріхіро
Сайто Моріхіро (яп. 斉藤 守弘, 31 березня 1928 — 13 травня 2002) — майстер айкідо, наставник (сіхан), володар 9 дану за класифікацією Айкікай. Справжнє ім'я — Сайто Морідзо (яп. 斉藤森造). Моріхіро — ім'я, отримане від вчителя Уесіби Моріхея.

## Короткі відомості
Сайто народився у префектурі Ібаракі. У молоді роки він працював на Японській національній залізниці.
Сайто почав вивчати айкідо у Уесіби Моріхея, в Івама, влітку 1946 року. До цього він практикував кендо, дзюдо і карате. Інші учні, такі як Тохей Коіті, навчалися в о-сенсея більше часу ніж Сайто, але наполегливість останнього швидко перетворили його на близького учня (уті-десі) Уесіби. За заслуги йому було надане нове ім'я — Моріхіро.
З 1946 до 1969 Сайто фактично був помічником о-сенсея практично в усьому — від організаційних справ і тренувань до приватного життя. Навіть дружина Моріхіро постійно допомагала в усьому дружині вчителя. В цей період Сайто отримав від Уесіба Моріхея земельну ділянку на знак подяки, на якій він звів свій дім. Перед смертю о-сенсей залишив Моріхіро відповідальним за викладання в Івама додзьо, а також наглядачем за місцевим святилищем Айкі. До кінця життя Сайто був головою Ібаракі додзьо в Івама.
74-річний Сайто Моріхіро помер у 2002 році від раку.

## Спадщина
Сайто є автором шести книг по айкідо, серед яких японсько-англійський п'ятитомник "Традиційне Айкідо" і невеликий навчальний посібник "Такемусу Айкі". З початку 1970-х він почав приймати в Івама учнів-іноземців, популяризуючи своє бойове мистецтво закордоном. 

### Іноземні учні
Першим учнем Сайто Моріхіро був Вітт Біл, нині наставник, володар 7-го дану. 
Основні іноземні учні Сайто:
- Еванс Ульф (7 дан Івама Рю, Швеція) ;
- Коралліні Паоло (7 дан Івама Рю, Італія);
- Александр Девід (6 дан, США);
- Татоіан Деніс (5 дан, США);
- Гото Ханс (5 дан, США);
- Кеслер Мілі (5 дан, США);
- Хендрікс Пат (5 дан, США);
- Ларсон Марк (5 дан, США);
- Андерсон Ларс Горан (Швеція);
- Да Чунха Трістао (Португалія);
- Куірос Льюіс Бернардо (Нідерланди);
- Хілл Мет (5 дан, Велика Британія);
- Чрістоу Джастін (5  дан, Велика Британія);
- Свргеант Тоні - (5 дан, Велика Британія);
- Марелі Майкл "Мік" (Австралія);
- Оскарі Георгій (Італія);

### "Стиль Івама"
Айкідо, що викладав Сайто, часто називали стилем Івама. Дещо пізніше частина його учнів-іноземців сформувала мережу своїх спортивних осередків, що була названа Івама рю. Звання у ній отримувались безпосередньо від Сайто, швидше ніж від всеяпонського товариства Айкікай, хоча той ніколи не покидав цю органцізацію. 
Після смерті Сайто, його син Сайто Хітохіро сформував незалежне товариство Сін сін Айкісюрен Кай. Деякі клуби, що входили до Івама рю приєднались до цієї організації, тоді як інші залишились в Айкікай.